# 小笠原清忠
小笠原 清忠（おがさわら きよただ、1943年〈昭和18年〉10月 - ）は、小笠原流の31世宗家。現在神奈川県在住。

## 略歴
30世宗家・小笠原清信の長男として東京神田に出生。1966年に慶應義塾大学商学部を卒業後、医療金融公庫（現在の福祉医療機構）に勤務。
1992年の父・清信の死去に伴い、弓馬術礼法小笠原流31世宗家を襲名した。襲名式は鎌倉の鶴岡八幡宮で行われた。現在は嫡男の清基も携えて、全国各地の神社などで神事を奉納している。「靖国神社三々九手挟式」「明治神宮成人の日祝賀元服式」「日光東照宮流鏑馬神事」「鶴岡八幡宮流鏑馬神事」「熱田神宮百々手式」「鹿島神宮百々手式」など、その数は年間40回以上を数え、さらには各地で礼法稽古場も開催している。また、アメリカ、フランス、イギリス等、海外各国に赴いて流鏑馬神事などを催行。フランスではエッフェル塔を背景に流鏑馬を披露した。また、イギリスではウェールズ公チャールズ（のちのチャールズ3世）と皇太子徳仁親王（のちの天皇）が名誉総裁を務めた英国日本協会100周年記念イベント「ジャパン・フェスティバル」で、両国皇太子の台覧を得ながら流鏑馬を執行した。
その他、東京都学生弓道連盟会長、財団法人姿勢研究所評議員、日本古武道振興会常任理事、儀礼文化学会常務理事、慶應義塾大学非常勤講師、皇學館大学特別招聘教授、國學院短期大学客員教授、池坊短期大学客員教授を務める。

## 著書

### 単著
- 『小笠原流礼法入門 美しい姿勢と立ち居振る舞い』アシェット婦人画報社、2007年4月。ISBN 9784573140035。
- 『小笠原流弓と礼のこころ』春秋社、2008年2月。ISBN 9784393332740。
- 『小笠原流礼法で強くなる日本人の身体』青春出版社〈青春新書インテリジェンス〉、2008年4月。ISBN 9784413041997。
  - 『日本人の9割が知らない日本の作法』（改題版）青春出版社〈青春文庫〉、2016年12月。ISBN 9784413096607。
- 『図解雑学小笠原流日本のしきたり』ナツメ社、2008年6月。ISBN 9784816345029。
- 『一流人の礼法』日本経営合理化協会出版局、2008年6月。ISBN 9784891012243。
- 『武道の礼法』日本武道館、2010年2月。ISBN 9784583102382。
- 『小笠原流結ぶ』アシェット婦人画報社、2011年4月。ISBN 9784573021297。
- 『小笠原流折る・包む』アシェット婦人画報社、2011年4月。ISBN 9784573021297。
- 『武家礼法に学ぶ大人の作法』洋泉社〈新書y 259〉、2012年4月。ISBN 9784862488756。
- 『小笠原流の伝書を読む』日本武道館、2015年4月。ISBN 9784583108278。
- 『一流の人はなぜ姿勢が美しいのか 日本人が八〇〇年、伝え継いだ本物の礼法』プレジデント社、2016年2月。ISBN 9784833450850。
- 『形姿』礼法弓術弓馬術小笠原流、2020年11月。ISBN 9784990754051。

### 共著
- 小笠原清忠、小笠原清基『小笠原流流鏑馬』ハースト婦人画報社、2013年4月。ISBN 9784573030190。

### 監修
- 『小学生のときに身につけたい礼儀と作法』青木庸漫画、集英社〈集英社版・学習漫画〉、2009年12月。ISBN 9784082880910。
- 『小笠原流こどもの礼法』アシェット婦人画報社、2011年4月。ISBN 9784573021310。